# Bobby Barclay
Pour les articles homonymes, voir Barclay.
Bobby Barclay, né le 27 octobre 1906 à Newcastle upon Tyne (Angleterre), mort le 13 juillet 1969 à Huddersfield (Angleterre), est un footballeur anglais, qui évoluait au poste d'inter à Sheffield United et en équipe d'Angleterre.
Barclay a marqué deux buts lors de ses trois sélections avec l'équipe d'Angleterre entre 1932 et 1936.

## Carrière
- 1928-1930 : Derby County
- 1932-1936 : Sheffield United
- 1937-1939 : Huddersfield Town  [1]

## Palmarès

### En équipe nationale
- 3 sélections et 2 buts avec l'équipe d'Angleterre entre 1932 et 1936.

### Avec Sheffield United
- Finaliste de la Coupe d'Angleterre en 1936.